# Solvat

Un solvat format per un catió sodi rodejat per molècules d'aigua [Na(H2O)6]+. El nombre oscil·la entre 2 i 7 segons els mètodes de determinació.

Un solvat és una espècie química formada en una dissolució d'un dissolvent polar com a resultat de forces de van der Waals que s’estableixen entre els ions o les molècules del solut i les molècules del dissolvent. Alguns exemples de solvats de cations són: {\displaystyle {\ce {[Al(H2O)6]^3+}}}i {\displaystyle {\ce {[H(H2O)4]+ = [H9O4]+}}}, que representen el catió alumini envoltat de sis molècules d'aigua i el protó envoltat de quatre molècules d'aigua. Els anions per regla general contenen menys molècules de solut que els envoltin a causa de la seva menor grandària. Així els anions clorur, bromur i iodur estan solvatats amb una sola molècula d'aigua. Els solvats d'aigua s'anomenen hidrats i els d'alcohols alcoholats.
El mot «solvat» prové de l'anglès solvate, i aquest de to solve 'dissoldre' i -ate '-at', emprat pels químics francesos per anomenar substàncies.
El nombre de molècules de dissolvent que envolten les partícules de solut (ions o molècules neutres) s'avalua amb l'índex de solvatació, que representa la mitjana de molècules que l’envolten. La capa de molècules de dissolvent més pròxima a les partícules de solut és anomenada capa de solvatació química. En el cas d’un ió, l’acompanya en la seva migració en un camp elèctric. Les molècules que formen aquesta capa no estan lligades al solut de forma indefinida, sinó que hi ha un intercanvi amb altres molècules del dissolvent a causa de xocs amb les capes més externes. El nombre de molècules que formen aquesta capa depèn del dissolvent i del solut.
Les capes més allunyades, són les de solvatació física i les molècules estan unides per forces més febles al solut i estan desordenades. En el cas particular en què el dissolvent és l'aigua, la solvatació és anomenada hidratació.

## Història
Ell concepte de solvat fou proposat pel químic alemany George Bredig (1868–1944) l’any 1894 per explicar la irregular evolució amb la massa atòmica de la conductivitat dels cations dels metalls, la qual és deguda al fet que els cations més petits, en ser més hidratats, augmenten llur radi iònic eficaç (índex de transport).

## Solvats en dissolució aquosa
Les molècules d'aigua són molt polars. El seu moment dipolar és elevat μ = 1,87 D. Els solvats d'aigua tenen una primera capa de molècules d'aigua que envolta l'ió de forma ordenada i enllaçades per forces ió-dipol relativament fortes. Envoltant aquesta primera capa n'hi ha una altra en la qual les molècules d'aigua, també ordenades, no estan en contacte amb l'ió, però estan encara sota la influència del camp elèctric seu. Estan sotmeses, per tant, a forces ió-dipol, però més febles que les de la primera capa perquè les molècules d'aigua estan més allunyades de l'ió i la intensitat del camp elèctric disminueix amb la distància al quadrat. Envoltant aquesta segona capa n'hi ha de tercera on les molècules estan desordenades i atretes per forces per pont d'hidrogen amb les molècules de la capa immediatament inferior.

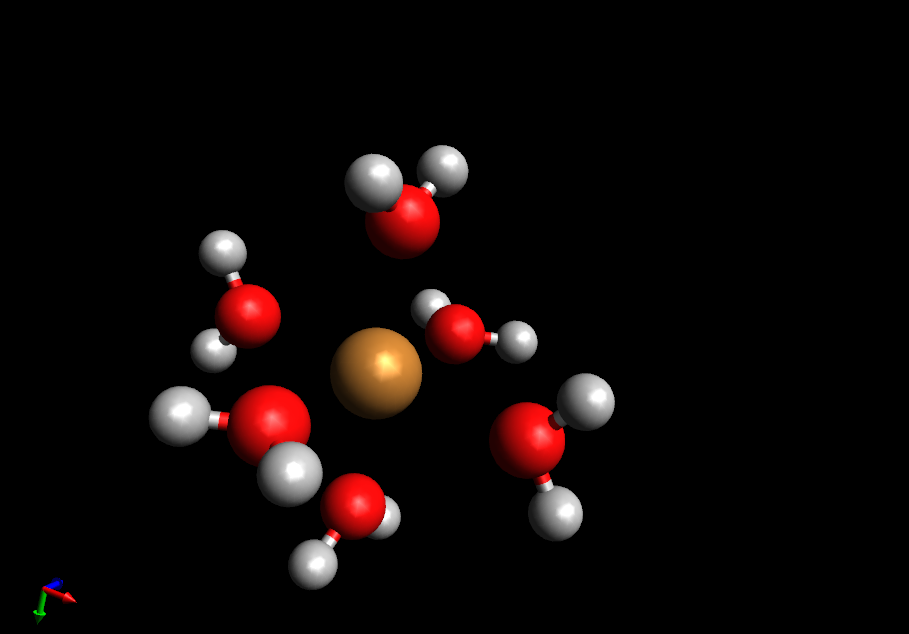
Catió solvatat amb sis molècules d'aigua.

El nombre de molècules d'aigua de les dues primeres capes és a hores d'ara conegut amb poca precisió. S'han emprat diferents mètodes per esbrinar aquests valors com ara espectroscòpia de RMN i mesures de propietats de transport com conductivitat iònica, mobilitat i viscositat. Una de les causes de la dificultat d'esbrinar aquests valors és el curt temps que una molècula es manté en la seva posició que és inferior a 0,1 ms, el temps requerit per a les mesures de RMN. Pels anions ({\displaystyle {\ce {I^{-}, Br^{-}, Cl^{-}}}}) el temps de residència és extremadament baix, al voltant dels picosegons. Els cations monovalents ({\displaystyle {\ce {Li+, Na+, K+, Cs+}}}) el tenen entre 0,1 ns i 1 ns. Els cations divalents tenen valors més alts: 10 ns pel {\displaystyle {\ce {Ca^2+}}}, 100 ns pel {\displaystyle {\ce {Fe^2+}}}, 10 μs pel {\displaystyle {\ce {Ni^2+}}} i {\displaystyle {\ce {Mg^2+}}}, entre 1 ms i 10 ms pel {\displaystyle {\ce {Be^2+}}}, el catió metàl·lic més petit. Pels cations trivalents els temps també són elevats: més de 10 μs pel {\displaystyle {\ce {Ti^3+}}}, més de 0,1 ms pel {\displaystyle {\ce {Fe^3+}}} i més de 10 s per l'{\displaystyle {\ce {Al^3+}}}.
Amb les dades actuals l'índex de solvatació més observat és 6. En el cas d'ions dels blocs i p de la taula periòdica ({\displaystyle {\ce {Be^2+, Mg^2+, Zn^2+, Al^3+, Ga^3+, In^3+, Sc^3+}}}) l'índex de solvatació és 4. Els ions de metalls de transició ({\displaystyle {\ce {V^2+, Mn^2+, Fe^2+, Co^2+, Ni^2+, Ti^3+, V^3+, Cr^3+, Fe^3+}}}) presenten índex de solvatació 6. {\displaystyle {\ce {Pd^2+}}} i {\displaystyle {\ce {Pt^2+}}} el tenen de 2 i {\displaystyle {\ce {Th^4+}}} és de 9. La disposició que adopten les molècules d'aigua és lineal si són dues, quadrada o tetraèdrica si són quatre i octaèdrica si són 6.